# Stephan Ladislaus Endlicher
Stephan Ladislaus Endlicher (magyarosan Endlicher István László (Pozsony, 1804. június 24. – Bécs, 1849. március 28.) tiszteletbeli orvosdoktor, császári és királyi kormánytanácsos és bécsi egyetemi tanár. Botanikai szakmunkákban nevének rövidítése: „Endl.”.

## Életpályája
Endlicher János orvos és Janusch Julianna fia volt. Alsóbb iskoláit szülővárosában járta, ahol megtanulta a latin nyelvet. 1818-ban alumnus lett a bécsi érseki szemináriumban, ahol később a bölcseleti és teológiai tudományokat hallgatta. 1826-ban a bécsi alumneumot és a teológiai tanulmányokat elhagyván, megvált az egyházi pályától.
Különösen foglalkozott az ókori római remekírókkal, a középkori latinistákkal, a kínai nyelvvel és a magyar történelmi forrásokkal; mint alumnus szabad idejét az Újszövetség concordantiájának elkészítésére fordította. 1828-ban hivatalt nyert a császári udvari könyvtárnál Bécsben, ahol nagyobbrészt a kéziratok rendezésével foglalkozott, de előbbi tanulmányait sem hanyagolta el, sőt még a növénytant is hatáskörébe vonta és a Genera plantarum című munkája által, melyet Franz Unger akkor grazi, később bécsi egyetemi tanárral együttesen kigondolt és kidolgozott rendszer alapján készített, a 19. század legnagyobb botanikusai között is a legelsők közé tartozik. A hatalmas munkához 32 éves korában fogott hozzá és 36 éves korában fejezte be. Munkáihoz olyan segédeszközök voltak szükségesek, amiket a bécsi könyvtárak és gyűjtemények nem nyújthattak, amiért Endlicher a szükséges anyag megszerzése végett többfelé fordult, a Londonban, Párizsban, Philadelphiában és Calcuttában található kútforrásokat is igénybe vette. Tudományos gyűjteményeinek bősége és értéke évről évre növekedvén, önmagának ebből semmi jövedelmi nyeresége nem lett, sőt saját könyvtárát és füvészeti gyűjteményét, 36 000 forint értékben, az államnak ajándékozta.
1836-ban a császári udvari növénygyűjtemény örévé és később a bécsi egyetemnél 1840 novemberében a füvészet rendes tanára és a füvészkert igazgatója lett. A porosz király 1844. december 31.-én a tudományokban szerzett érdemeit, lovagrend káptalanjának választását helyben hagyva, a Pour le Mérite renddel tisztelte meg. Nagy számú tudományos társulatok választották meg tagnak, mint a bécsi, müncheni, nápolyi, padovai, modenai akadémiák; a világ legtekintélyesebb természetrajzi társasága, a Linnean Society, tagja volt és adjunctusa a Lipót-Károly-féle császári természetvizsgálók akadémiájának stb.
Az osztrák császári udvarban a kormánytól érdekes emlékiratok kidolgozására, néha missziókkal is megbízták; igy amikor Krakkó Ausztriához csatoltatott, az ottani tudomány-egyetem újraszervezését vitte keresztül, mely fáradozásai jutalmául a kormánytanácsosi címet nyerte. A bécsi tudományos akadémia alapítása körül őt illeti a főérdem, miután az irányadó köröket a terv keresztülvitelére megnyerhette, elvárta, hogy elnöknek válasszják és így az akadémiát a régen táplált tervek-szerint virágzásnak indíthatja. Miután a szavazatok többsége Joseph von Hammer-Purgstall báróra esett, a választó ülésen nyomban bejelentette lemondását és eltávozott.
Majdnem tíz évig minden héten a császárhoz, vitte az udvari kocsi, akinek nagyon kedves embere volt, órákig adott elő Ferdinándnak természetrajzi tárgyakat.
A márciusi mozgalmakban élénk részt vett, az osztrák birodalmi és a német parlament tagjának választották, a német tudományegyetemek ujjászervezésére Jénában összegyűlt kongresszusra is elküldték. A legkedveltebb és legbefolyásosabb emberek egyike volt Bécsben. Metternich hercegné (Zichy Melania grófné) az akkori időkből Endlichernek azt a mondását jegyezte fel: "Mi rombolhatunk, de az igazat bevallva, felépíteni másoknak kell majd." (Wir können zerstören, aber gerade herausgesagt, aufbauen müssen Andere).
Az 1848. május 26-i energikus intézkedéseket a tanulók ellen neki tulajdonították, ezért menekülnie kellett és csak 1848 őszén tért vissza BÉcsbe. Lenn így vélekedtek róla, fenn pedig mint született magyart, aki magyar vonatkozású dolgok iránt való rokonszenvét mindig leplezetlenül mutatta, magyar barátsággal vádolták. Gyűjteményeire, könyvtárára, egyszer másszor könyvei kiadására is nagy összegeket költött, az élet is drága volt, úgyhogy nemcsak tekintélyes örökségét, felesége kis vagyonát elköltötte, hanem még adósságokba is verte magát. Állítólag ő a szerzője azon manifesztumnak, melyet V. Ferdinand mint osztrák császár 1848 májusában a bécsiekhez intézett.
Helyzete mindinkább nyomasztóbbá vált, amihez még élelmezési gondok is járultak, végül roppant adósságait nem fedezhetvén, 1849. március 28-án Bécsben sztrichninnel megmérgezte magát; a matzleinsdorfi temetőben helyezték el örök nyugalomra, azonban 1892-ben ezen temető megszűnt és hogy a kitűnő tudós részére a Bécs városától, mely már évek előtt egy utcát nevezett el utána, a legnagyobb készséggel ingyen átengedett díszsírhelyre méltó emléket állíthassanak fel, Bécsben gyűjtést indítottak; a Magyar Tudományos Akadémiában is Jurányi egyetemi tanár indítványára hozzájárultak a költséghez és arcképének az országos képtár számára való lefestéséhez. Pozsony szülővárosa és az Erdélyi Muzeum erre a célra megszavazott adománya, az Erdélyi Múzeum-Egyesület orvosi-természettudományos szakosztályának, Jurányi és Kanitz gyűjtései és azoknak a magyar adományozóknak az összegei, akik a pénzt egyenesen Bécsbe küldötték, az egész világból befolyt összegnek majdnem negyed részét teszik ki.

## Munkái
- Examen criticum codicis IV. evangelicorum Byzantico-Corviniani. Lipsiae, 1826
- Anonymi Belae Regis notarii de gestis Hungarorum liber. Textus ad fidem Codicis membran. bibl. Caes. Vindob. et Indices. Viennae, 1827 (Kritikai bevezetéssel Magyarországnak akkori térképével és a kézirat kezdősorainak hasonmásával.)
- Prisciani grammatici de laude imperatoris Anastasii et de ponderibus et mensuris carmina. Vindobonae, 1828
- Flora Posoniensis… Posonii, 1830 (Ifjabb báró Jaquinnak ajánlotta, kinek halálával a Linné rendszere is megszűnt Ausztriában és E., ki ezt a munkáját Jussieu természeti rendszere után adta ki, később maga is egy rendszert alkotott, mely által a természeti rendszert meghonosítá Ausztriában.)
- Meletemata botanica. Vindobonae, 1832 (Schott Henrikkel. Csak 60 példányban nyomatott.)
- Ceratotheca. Berlin, 1832 (Különnyomat a Linnaea VII. k.)
- Prodromus Florae Norfolkicae sive Catalogus stirpium quae in insula Norfolk annis 1804 et 1805 a Ferdinando Bauer collectae et depictae nunc in museo caesareo palatino rerum naturalium Vindobonae servantur. Vindobonae, 1833
- Atacta botanica. Nova genera et species plantarum descripta et iconibus illustrata. 40 tab. Uo. 1833
- Fragmenta theotisca versionis antiquissimae Evangelii S. Matthaei et aliquot homiliarum. Uo. 1834
- De Ulpiani institutionum fragmento, in Bibliotheca palatina Vindobonensi nuper reperto. Epistola ad. F. C. Savigny Prof. Jur. Berolini. Uo. 1835
- Von Bruoder Rauschen, und was wunder er getrieben hat in einem Closter… Uo. 1835 (Wolf Ferdinánddal együtt. Csak néhány példányban nyomatott.)
- Nova genera et species plantarum quas in regno Chilensi, Peruviani et in terra Amazonica annis 1827–32 collegit Eduard Pöppig et cum St. E. descripsit iconibusque illustravit. Lipsiae, 1835–45 (Három kötet, 300 színezett táblával.)
- Sertum cabulicum. Enumeratio plantarum, quas in itinere inter Dera-Ghazee-Khan et Kabul mensibus Majo et Junio 1833. collegit Martinus Honigberger. Accedunt novarum vel minus cognitarum stirpium icones et descriptiones. Fasc. I. tab. 5. Vindobonae, 1836
- Analecta grammatica in maximam partem inedita. Uo. 1836
- Catalogus codicum philologicorum latinorum bibliothecae palatinae Vindobonensis. Uo. 1836. (Ism. a bécsi Blätter für Literatur, Tud. Gyűjt. 1836. III. 117. Tud. Tár. 1841. Liter. V. 78. Figyelmező, 1837)
- Genera plantarum secundum ordines naturales disposita. Accedit supplementum primum. Uo. 1836–40 (A legnevezetesebb növénytani munkák egyike. Ezen munkához még négy pótlék jelent meg a II–V. Mantissa botanica cz. Uo. 1842. 1843, 1847 és 1850)
- Iconographia generum plantarum 125 tab. 10 fasc. Vindobonae, 1837–40
- Enumeratio plantarum quas in Novae Hollandiae ora austro-occidentali ad fluvium cygnorum et in sinu regis Georgii collegit Carolus liber baro de Hügel. Uo. 1837
- Verzeichniss der chinessischen und japanischen Münzen des k. kön. Münz- und Antiken-Cabinets in Wien. Nebst einer Uebersicht der chinesischen und japanischen Bücher. Uo. 1837
- Grundzüge einer neuen Theorie der Pflanzenzeugung. Uo. 1838
- Stirpium Australicarum decades. Uo. 1838
- Novarum stirpium decades editae museo Caesareo Palat. Vindobonensi. Uo. 1839 (Fenzl, Reissek és másokkal)
- Encheiridion botanicum. Lipsiae, 1841
- St. Endlicher et Car. Nicol. Jos. Schreibers Caroli Linnaei epistolae ad Nicol. Jos. Jacquin. Vindobonae, 1841
- Die Medicinalpflanzen der österreichischen Pharmacopöe. Ein Handbuch für Aerzte und Apotheker. Uo. 1842
- Catalogus horti academici Vindobonensis. Uo. 1842, két kötet.
- Grundzüge der Botanik. Uo. 1843 (Unger Ferenccel) Online
- Atlas von China nach Aufnahmen der Jesuiten-Missionäre. Uo. 1843
- Anfangsgründe der chinesischen Grammatik. Uo. 1845 (A nyomatatási költséget, mely a tizezer forintot meghaladta, ő fedezte, a betüket azután a császári államnyomdának ajándékozta.)
- Aus den Denkwürdigkeiten der Helene Kottanerin. 1438. 1439. 1440. Leipzig, 1846 (Ism. Kerékgyártó Árpád az Irodalomtörténeti Közleményekben, 1891)
- Synopsis coniferarum. Sangalli, 1847
- Die Gesetze des heiligen Stephan. Ein Beitrag zur ungarischen Rechtsgeschichte. Wien, 1849
- Rerum Hungaricarum monumenta Arpadiana. Sangalli, 1849

Cikke: Conrad Celtis. (Hormayr, Archiv. Wien, XII. 1821. és XVI. 1825.)
Kanitz Ágost sajtó alá rendezi egy hátrahagyott latin történeti értekezését, mely bevezetésül volt szánva Jordanes ujabb kiadásához.

## Arcképe
- Arcképe kőnyomatban a Rohn és Grund kiadónál jelent meg Pesten 1866-ban a Magyar Orvosok és természetvizsgálók Munkálatai XI. kötetében.
- Legjobb kőnyomatú arcképét Josef Kriehuber készítette 1849-ben.